# پهپاد کشاورزی

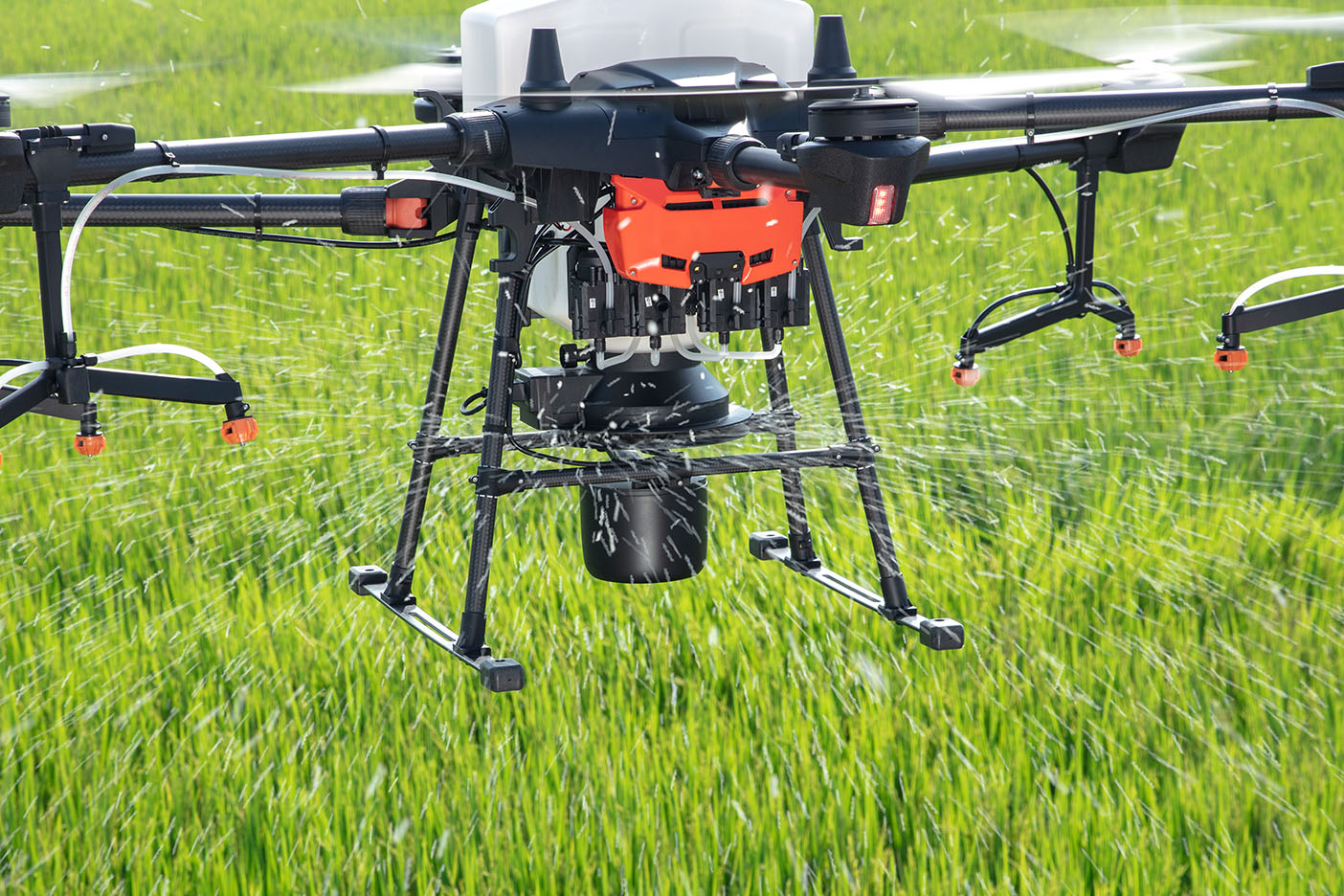
(Agras T20) پهپاد کشاورزی

پهپاد کشاورزی (به انگلیسی: Agricultural drone) وسیله‌ای هوایی بدون سرنشین است که برای کمک به بهینه‌سازی عملیات کشاورزی، افزایش تولید محصول و نظارت بر رشد محصول مورد استفاده قرار می‌گیرد. حسگرها و قابلیت‌های تصویربرداری دیجیتال می‌تواند به کشاورزان تصویر غنی‌تری از مزارع خود ارائه دهد. استفاده از یک پهپاد کشاورزی و جمع‌آوری اطلاعات از آن ممکن است در بهبود عملکرد محصول و کارایی مزارع مفید باشد.
هواپیماهای بدون سرنشین کشاورزی به کشاورزان اجازه می‌دهد مزارع خود را از آسمان ببینند. این دید پرنده می‌تواند بسیاری از موارد مانند مشکلات آبیاری، تنوع خاک، و آفت زدگی و قارچ را آشکار کند. تصاویر چند طیفی نمای نزدیک به مادون قرمز و همچنین نمای طیف بصری را نشان می‌دهند. این ترکیب تفاوت بین گیاهان سالم و ناسالم را به کشاورز نشان می‌دهد، تفاوتی که همیشه با چشم غیر مسلح به وضوح قابل مشاهده نیست؛ بنابراین، این نظرات می‌تواند در ارزیابی رشد و تولید محصول کمک کند.
علاوه بر این، این پهپاد می‌تواند محصولات مورد نظر کشاورز را به‌طور دوره ای و مطابق میل آنها بررسی کند. تصاویر هفتگی، روزانه یا حتی ساعتی می‌توانند تغییرات محصولات را با گذشت زمان نشان دهند، بنابراین «نقاط مشکل» احتمالی را نشان می‌دهند. با شناسایی این نقاط مشکل، کشاورز می‌تواند تلاش کند تا مدیریت محصول و تولید را بهبود بخشد.

### بذر پاشی زمین های کشاورزی به وسیله پهپاد
علاوه بر سمپاشی و گرده افشانی به وسیله این ابزار، می توان برای پاشیدن بذرهای جامد نیز از پهپاد استفاده کرد. برای اینکار لازم است که از مخزن مخصوص آن استفاده کنید. برای این منظور می بایست از مخزن مجهز به دستگاه جامدپاش به جای استفاده از مخزن مخصوص مایعات استفاده کرد. این مخزن ها دانه را با استفاده از نیروی گریز از مرکز به بیرون منتقل می کنند.

### هزینه سفارش پهپاد کشاورزی چقدر است؟
هزینه خدمات پهپادی به عوامل مختلفی از جمله لوکیشن زمین، ابعاد زمین، نوع خدمات اعم از کود دهی و سم پاشی و ...، مدت زمان نیاز به این وسیله هوایی و موارد دیگر نیز بستگی دارد. شما می‌توانید از بخش مربوطه، قیمت انواع خدمات پهپادی را جویا شوید.